# Diskriminanzvalidität
Diskriminanzvalidität (engl. discriminant validity), auch diskriminante Validität, bezeichnet in der multivariaten Statistik einen Teilaspekt der Konstruktvalidität und liegt vor, wenn sich die Messungen verschiedener Konstrukte unterscheiden. Das Konzept der Diskriminanzvalidität wurde von Campbell und Fiske (1959) eingeführt.

## Feststellung
Diskriminanzvalidität muss sowohl auf Konstrukt- als auch Indikatorebene festgestellt werden. Auf Konstruktebene gehören die konfirmatorische Faktorenanalyse (CFA) und der Multitrait-Multimethod-Ansatz zum methodischen Standardrepertoire. Bei Letzterem werden die Konvergenzvalidität und die Diskriminanzvalidität anhand einer einzigen Stichprobe miteinander verglichen. Dabei wird verkürzt gesagt erwartet, dass die Konvergenzvalidität größer ist als die Diskriminanzvalidität.
Ein weiteres verbreitetes Verfahren auf Konstruktebene ist die Anwendung des Fornell-Larcker-Kriteriums als Ergebnis eines AVE-SV-Vergleichs: Ist die durchschnittlich erfasste Varianz (AVE) eines Konstrukts höher als jede quadrierte Korrelation mit einem anderen Konstrukt (SV), so kann auf Konstruktebene von Diskriminanzvalidität ausgegangen werden. (Zu beachten ist hierbei, dass die fehlerkorrigierten Korrelationen zwischen Konstrukten aus dem CFA-Modell statt der aus den Rohdaten entnommenen Korrelationen verwendet werden.) Dieses Gütemaß hat sich in Simulationsmodellen jedoch bei varianzbasierten Strukturgleichungsmodellen (z. B. PLS) als wenig zuverlässig erwiesen, hingegen bei kovarianzbasierten Strukturgleichungsmodellen (z. B. Amos) auf Konstruktebene als sehr verlässlich.
Ein neueres Verfahren auf Konstruktebene wurde von Henseler u. a.(2015) vorgestellt und ist als heterotrait-monotrait ratio (HTMT) bekannt. Es liefert sowohl für varianzbasierte als auch kovarianzbasierte Strukturgleichungsmodelle zuverlässige Ergebnisse. Voorhees et al. (2015) schlagen für letztere eine Kombination von AVE-SV-Vergleich und HTMT-Verfahren vor, wobei als HTMT-Rate der maximale Wert 0.85 vorgeschlagen wird. Diskriminanzvalidität auf Indikatorebene lässt sich bspw. per EFA feststellen.
Diskriminanzvalidität ist nur ein Baustein, um die Konstruktvalidität eines Konstruktes festzustellen. Weitere Bausteine sind Konvergenzvalidität, nomologische Validität sowie Inhaltsvalidität auf Basis einer Definition des Konstrukts. Neben der Validität ist auch die Reliabilität von Bedeutung; sie wird in eindimensionalen Messmodellen üblicherweise als tau-äquivalente Reliabilität {\displaystyle \rho _{T}} (traditionell auch als Cronbachs {\displaystyle \alpha } bekannt) oder kongenerische Reliabilität {\displaystyle \rho _{C}} (traditionell auch als composite reliability bekannt) bestimmt.

## Kritik
Diskriminanz- und Konvergenzvalidität sind als Bausteine der Konstruktvalidität weit verbreitet. Ihre Betrachtung wird jedoch vor allem durch John R. Rossiter kritisiert, indem er anführt, dass die Konstruktvalidität unabhängig von anderen Konstrukten erzielt werden müsse. Er betont die Bedeutung der Inhaltsvalidität und setzt sie mit Konstruktvalidität gleich. So können Maßnahmen zur Verbesserung von Diskriminanz- und Konvergenzvalidität dazu führen, dass Indikatoren entfernt werden und sich die statistisch messbaren Eigenschaften der Messmodelle dadurch verbessern, sich die Messmodelle gleichzeitig aber vom semantischen Inhalt ihrer Konstrukte entfernen. Diese Auffassung wurde wiederum von Adamantios Diamantopoulos kritisiert, der auf die Bedeutung der Diskriminanzvalidität hinweist, da nur damit sichergestellt sei, dass zwei Konstrukte auch wirklich etwas Unterschiedliches messen.